# ايمانويل لوبيز
ايمانويل لوبيز (بالإسبانية: Emanuel Lopez)‏ (22 فبراير 1990 بتشياباس في المكسيك - ) هو ملاكم مكسيكي.

## إحصائيات
خاض خلال مسيرته 38 نزالا، فاز في 28 وتعادل في 1 وخسر في 9. فاز بالضربة القاضية في 12 نزالا.

## روابط خارجية
- ايمانويل لوبيز على موقع بوكس ريك (الإنجليزية) (registration required)